# 아이노역 (효고현)
아이노역(일본어: 相野駅, あいのえき 아이노에키[*])은 일본 효고현 산다시에 위치한 서일본 여객철도의 역이다.

## 역 구조
상대식 승강장으로 2면 2선의 지상역이다. 후쿠치야마 선이 단선이었을쯤 구내 건널목이 사용되었지만 복선전철화 이후에는 과선교가 설치되었다. 2006년 4월에 1·2번 승강장에 엘리베이터가 설치되었다. 서일본 여객철도 후쿠치야마 메인테크에 의해 위탁 영업을 받고 있다.
이코카 및 제휴 교통카드의 사용이 가능하다.

### 승강장
| 1 | ■ JR 다카라즈카 선 | 사사야마구치 · 후쿠치야마 방면 |
| 2 | ■ JR 다카라즈카 선 | 산다 · 다카라즈카 방면         |

## 역사
- 1899년 3월 25일: 한카쿠 철도 산다 ~ 사사야마구치 간 개통과 동시에 개업.
- 1907년 8월 1일: 국유화에 따라 일본국유철도 소속이 되었다.
- 1909년 10월 12일: 노선 명칭 제정에 따라 한카쿠 선의 일부가 되었다.
- 1912년 3월 1일: 노선 명칭 개정에 따라 한카쿠 선의 후쿠치야마 선 이남이 후쿠치야마 선으로 개칭되어 그 일부가 되었다.
- 1987년 4월 1일: 민영화에 의해 서일본 여객철도의 소속이 되었다.
- 2003년 11월 1일: 이코카의 사용이 개시되었다.

## 인접정차역
| 서일본 여객철도 후쿠치야마 선 | 서일본 여객철도 후쿠치야마 선 | 서일본 여객철도 후쿠치야마 선 |
| ----------------------------- | ----------------------------- | ----------------------------- |
| 히로노 오사카 방면            | ■ JR 다카라즈카 선            | 아이모토 후쿠치야마 방면      |